# Constantin Christian Dedekind
Constantin Christian Dedekind (Reisendorf, 2 d'abril del 1628 - Dresden, 2 de setembre del 1715) va ser un músic, poeta i compositor alemany.
Fou successivament músic al servei de l'elector de Saxònia, poeta llorejat i cobrador de contribucions dels districtes de Mísnia i Erzgebirge. Fou un fecund compositor, que va escriure gran quantitat d'obres tant sagrades com profanes.
Les principals són: Aelbianische Musen-Lust, col·lecció de cançons (Dresden, 1663); Dividische Geheime Musik-Kamer, salms alemanys (Dresden, 1663): Susser Mandel-Kaernen, Erstes Pfund von ausgekoerten Salomonischen Liebes-Worten, in 15 Gesägen mit Vor-zwischen und nach-Spielen, auf Violinen subereitet, 15 cants (Dresden, 1664). Belebte oder suchbare Myrrhen Blaetter, das sind zwegstimmige beseelte heilige Deidens-Dieder, duets a dues veus amb baix continu (Dresden, 1666); Die Sonderbahre Seelen-Freude, oder geistlicher Concerten, erster und zweiter-Theil, concerts escollits (Dresden, 1672); Musikalischer Jahrgang und vesper Gesang, in 120 auf Sonn-Festag schicklichen zur Saengen Uebung, nach rechter capellmanier gesetzten deutschen Concerten, any musical i cants de vigílies (Dresden, 1674); Davidischer Harfenschall in Lieder und Melodien, cants i melodies (Frankfurt, 1678); Singenden Sonn-und Fest-Tags Andachten, cants espirituals (Dresden, 1683); i Musikalischer Jahrgang und Vesper-Gesang in 2 Singstimmen und der Orgel, any musical i cants de vigílies (Dresden, 1684).